# Указатель поворота и скольжения

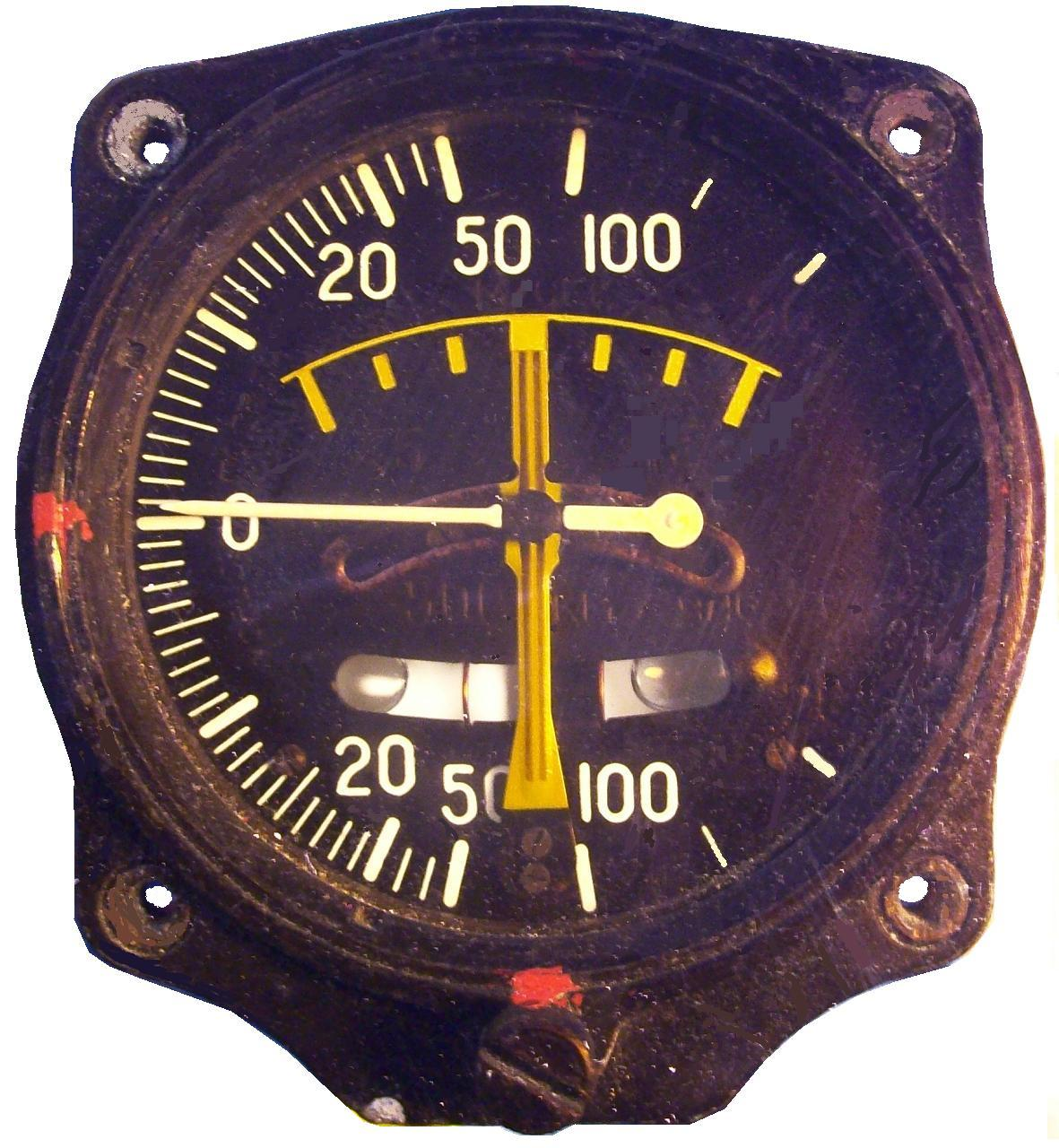
Индикатор поворота, скольжения и вариометр в одном корпусе

Индикатор поворота и скольжения в авиации — комбинированный пилотажный контрольно-измерительный прибор, смонтированный для удобства пользования в одном корпусе. Индикатор поворота определяет угол поворота самолёта относительно вертикальной оси, индикатор скольжения определяет угол крена самолёта и скольжения относительно продольной оси. При повороте стрелка показывает отклонение самолёта от прямой вправо – влево, при скольжении шарик передвигается в изогнутой трубке в сторону скольжения.

## Принцип действия

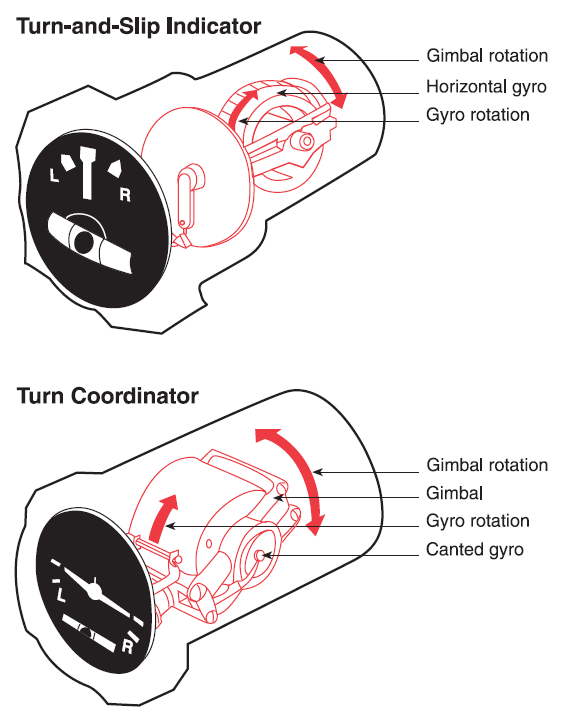
Конструкция индикатора поворота и скольжения (сверху) и координатора поворота (снизу).

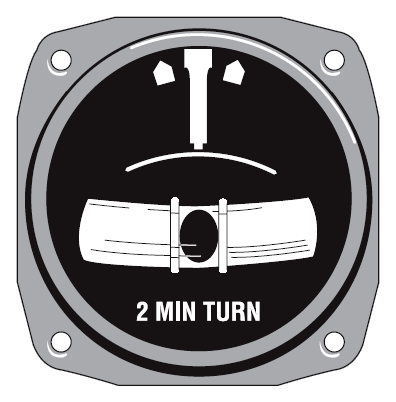
Индикатор поворота и скольжения.

### Индикатор поворота
Индикатор поворота использует свойства гироскопа с двумя степенями свободы для определения направления и величины угловой скорости вращения самолёта (вертолёта) относительно вертикальной оси в процессе пилотирования. Индикатор поворота посредством отклонения стрелки от центра в сторону показывает, что самолёт делает поворот. Пока самолёт летит по прямой, стрелка остается в среднем положении. Медленный поворот направо вызывает небольшое отклонение стрелки вправо, быстрый поворот вызывает значительное отклонение стрелки. Как только поворот закончен, стрелка возвращается в среднее положение независимо от того, в какую сторону направлен самолёт. Действие прибора основано на использовании небольшого гироскопа или колеса, вращающегося с очень большой скоростью.
Гироскоп обладает свойством, известным под названием прецессии. Чем быстрее поворот летательного аппарата, тем сильнее будет прецессия гироскопа, растягивающая пружину и вызывающая перемещение стрелки. Как только самолёт закончит поворот, прецессия гироскопа прекращается, и пружина вернет всю систему обратно в среднее положение. Индикатор поворота снабжен амортизатором, препятствующим колебательным движениям стрелки после прекращения прецессии гироскопа. Это обеспечивает равномерное, спокойное движение стрелки.

### Индикатор скольжения

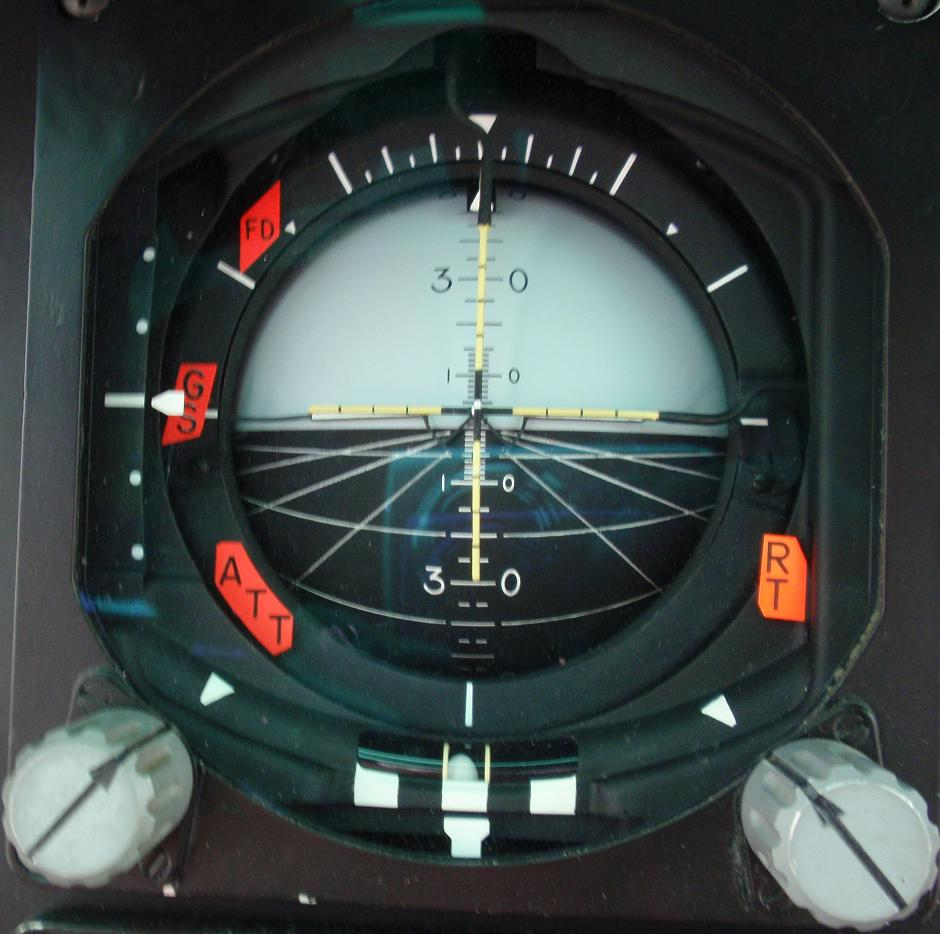
Индикатор скольжения встроен в авиагоризонт.

Индикатор скольжения (инклинометр), как правило, выполняется в виде металлического шарика, помещённого в запаянную стеклянную трубку. Шарик представляет собой физический маятник, который реагирует на соотношение поперечных сил, действующих на самолёт. Если силы сбалансированы, то полёт называется координированным, и шарик находится между двумя вертикальными линиями. Перемещение шарика за пределы области, обозначенной вертикальными линиями, говорит о скольжении летательного аппарата, для устранения которого лётчику следует отклонить руль направления в ту же сторону, с которой находится шарик.
Одно из преимуществ шарикового индикатора скольжения заключается в том, что движение шарика-указателя тормозится жидкостью, заключённой в изогнутой стеклянной трубке. Это препятствует быстрым  колебаниям шарика и замедляет ошибочное показание, существующее во время изменений крена самолёта, когда индикатор скольжения помещается не в центре тяжести самолёта.
Другим преимуществом является то, что шарик скатывается в сторону наклона крыла во время полета по прямой и указывает, что элеронами надо действовать так, чтобы шарик снова занял среднее положение. При штурвальном управлении шарик заставляют вернуться в среднее положение соответствующим движением штурвала. При управлении ручкой её следует передвинуть в таком направлении, чтобы вернуть шарик в центр.
На некоторых самолётах трубка с шариком встроена в авиагоризонт. Это удобно, так как позволяет следить за скольжением, не отрывая взгляда от авиагоризонта.

### Координатор поворота

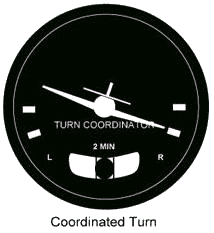
Координатор разворота.

Координатор поворота является развитием индикатора поворота. Для индикации на нём используется символ самолёта, а не стрелка. Он чувствителен не только к угловой скорости разворота, но и к угловой скорости крена. Координатор поворота может быть использован в случае отказа авиагоризонта.
Преимущество координатора разворота в том, что он помогает пилоту действовать на упреждение, то есть, если в горизонтальном полёте возникает момент по крену вправо, это значит, что, скорее всего, скоро начнётся правый разворот, и пилот имеет возможность заранее отреагировать отклонением элеронов. Недостаток этого становится очевиден при полёте в турбулентной атмосфере. Неспокойный воздух приводит к тому, что символ самолёта только и болтается влево-вправо. Угловая скорость крена может достигать больших значений, даже если не развивается большой крен. Такое поведение мало сказывается на курсе самолёта, но в таких условиях старый и простой индикатор поворота даёт гораздо более устойчивые показания, чем координатор разворота.
Вариант индикации в виде силуэта самолёта, который накреняется влево-вправо может привести некоторых людей к неверной мысли, что прибор указывает угол крена, что совсем не так.

## Практическое значение

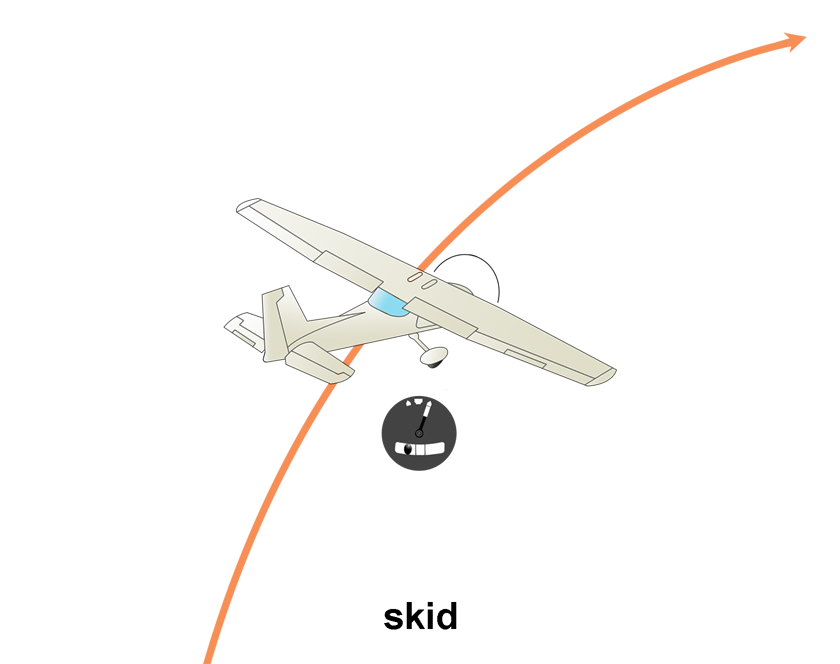
Скольжение. Чтобы скорректировать полёт, нужно нажать левую педаль

Когда самолёт летит боком, шарик индикатора скольжения не находится в своем среднем положении. При таком положении самолёта его аэродинамическое сопротивление существенно возрастает, и обтекание крыльев воздухом становится неодинаковым: крыло, летящее немного позади, затеняется фюзеляжем и имеет меньшую подъёмную силу.
Кроме того, крылья современных самолетов стреловидные и поэтому у самолёта, летящего со скольжением (боком), левое и правое крыло имеют разный угол стреловидности. «Переднее» крыло имеет меньшую стреловидность, а значит большую подъемную силу, чем «заднее», что также приводит к развитию крена в сторону «заднего». Для парирования возникновения крена применяют отклонение элеронов. В результате скольжения увеличивается общее сопротивление самолета и поэтому уменьшается скорость полета. Если приборная скорость мала, скольжение может привести к выходу "заднего" крыла на критические углы атаки, сваливанию в сторону «заднего» крыла и переходу в штопор.